# Mamen Márquez
Mamen Márquez és una vocal coach especialitzada en Tècnica Vocal nascuda a Loja, Granada; al 1978. Després de 14 anys d'experiència, actualment és la Directora vocal de l'Acadèmia d'Operación Triunfo 2018.
Els seus èxits més destacats són la seva participació en el Musical Mamma Mia, i el fet de ser vocal coach a musicals molt importants i rellevants, com ara Hoy no me puedo levantar (2013) o a Els Miserables.